# Hugo Ruiz Enríquez
Hugo Milton Ruiz Enríquez (Tulcán, 14 de agosto de 1941) es un político y abogado ecuatoriano que ocupó varias dignidades en la provincia del Carchi.

## Biografía
Nació el 14 de agosto de 1941 en Tulcán, provincia del Carchi. Realizó sus estudios secundarios en el Colegio Nacional Bolívar y los superiores en la Universidad Central del Ecuador, donde obtuvo el título de abogado.
Inició su vida política como concejal de Tulcán, dignidad que ocupó entre 1970 y 1975. Posteriormente ocupó los cargos de consejero provincial (1975-1978), prefecto provincial del Carchi (1984-1988), alcalde de Tulcán (1988-1992), presidente de la asociación de municipalidades de Ecuador, vocal del tribunal de garantías constitucionales, entre otros.
Fue diputado nacional en representación del Carchi en dos periodos legislativos (de 1994 a 1996 y de 2003 a 2007), en ambas ocasiones por el partido Izquierda Democrática. También fue asambleísta representante del Carchi en la Asamblea Constituyente de 1997.
Durante su tiempo como diputado presentó el proyecto de creación de la Universidad Politécnica Estatal del Carchi. Años después se convirtió en rector de la misma.